# Щетинин, Михаил Викторович
Михаил Викторович Щетинин (3 марта 1969, Липецк — 27 сентября 2024) — советский и российский хоккеист, нападающий. Тренер.

## Биография
На юношеском уровне выступал за липецкие команды «Юность» и «Трактор». В составе «Трактора» играл в первенстве второй лиги в сезоне 1984/85. С 1986 года — в «Крыльях Советов». В сезонах 1987/88 — 1988/89 играл во второй лиге за МЦОП / ШВСМ-МЦОП. Играл за «Трактор» / «Русский вариант» / ХК «Липецк» в сезонах 1990/91 — 1997/98. В сезоне 1994/95 также провёл 36 матчей в МХЛ за «Кристалл» Саратов. Выступал за «Авангард» Тамбов (1994/95), «Стинол» (1996/97, 1997/98), «Липецк-2» (1999/2000), «Воронеж» (2000/01 — 2002/03).
Бронзовый призёр юниорского чемпионата Европы 1987.
Главный тренер ХК «Тамбов» (2009/10 — 2010/11). Тренер в школе «Айсберг» Задонск (с 2016).
Скончался 27 сентября 2024 года в возрасте 55 лет от рака.